# ちくま日本文学
ちくま日本文学（ちくまにほんぶんがく）とは、筑摩書房から出版された、明治から昭和にかけての40人の作家をとりあげた全40巻の文庫版アンソロジー。

## 概要
筑摩書房では1991年から1993年にかけ、作家60名をとりあげ、表紙をハードカバー状で装丁した文庫判『ちくま日本文学全集』（全60巻）を出版した。2007年から2009年にかけ、その中から30名の作家を選定し（のち40名に変更）、内容・版面は変更ぜず、ソフトカバーの文庫版として構成したものである。
筑摩書房の文庫判の出版物ではあるが、「ちくま文庫」「ちくま学芸文庫」には属していない。
- 装本 安野光雅
- 編集協力 池内紀・井上ひさし・鶴見俊輔・森毅

## ラインナップ
- 001 内田百閒
- 002 芥川龍之介
- 003 宮沢賢治
- 004 尾崎翠
- 005 幸田文
- 006 寺山修司
- 007 江戸川乱歩
- 008 太宰治
- 009 坂口安吾
- 010 三島由紀夫

- 011 泉鏡花
- 012 中島敦
- 013 樋口一葉
- 014 谷崎潤一郎
- 015 柳田國男
- 016 稲垣足穂
- 017 森鷗外
- 018 澁澤龍彦
- 019 永井荷風
- 020 林芙美子

- 021 志賀直哉
- 022 宮本常一
- 023 幸田露伴
- 024 開高健
- 025 折口信夫
- 026 川端康成
- 027 菊池寛
- 028 梶井基次郎
- 029 夏目漱石
- 030 色川武大

- 031 夢野久作
- 032 岡本綺堂
- 033 石川啄木
- 034 寺田寅彦
- 035 織田作之助
- 036 萩原朔太郎
- 037 岡本かの子
- 038 金子光晴
- 039 堀辰雄
- 040 正岡子規